# Macropis ussuriana
Macropis ussuriana là một loài ong trong họ Melittidae. Loài này được Popov miêu tả khoa học đầu tiên năm 1936.